# Som liljan på sin äng
Som liljan på sin äng är en psalm med text skriven 1975 av biskop Jan Arvid Hellström. Musiken är en svensk folkmelodi. Den används även till Förbida Gud, min själ.

## Publicerad i
- Psalmer i 90-talet som nummer 903 under rubriken "Tillsammans på jorden - Livets gåva och gräns".
- Psalmer och Sånger 1987 som nummer 850 under rubriken "Framtiden och hoppet - Livets gåva och gräns".[1]
- Svensk psalmbok för den evangelisk-lutherska kyrkan i Finland (1986) som nummer 745 under rubriken "Sånger för kyrkliga förrättningar Begravning"
- Verbums psalmbokstillägg 2003 som nummer 798 under rubriken "Tillsammans på jorden - Livets gåva och gräns".